# France Košir
France Košir, slovenski slikar, * 29. maj 1906, Škofja Loka, † 28. september 1939, Škofja Loka.

## Življenje in delo
Rodil se je v Kapucinskem predmestju v Nunskem (Koširjevem) mlinu. Obiskoval je realno gimnazijo v Ljubljani, kmalu je prestopil na Tehniško srednjo šolo, od tam pa v Zagreb na Akademijo. Na njej so ga učili Tomislav Krizman, Ljubo Babić in Vladimir Becić. Po končani akademiji se je posvetil šolski službi in bil zaposlen na gimnazijah v Ljubljani, Slavonskem Brodu, na Ptuju in nazadnje v Kranju. V Kranju je zbolel in se zdravil na Golniku. Po vrnitvi na rojstni dom je kmalu umrl.
Najraje je slikal pokrajine, ohranjenih je veliko pejsažev Ptujske okolice, Kranja, Golnika in Škofje Loke. Sploh slednja mu je bila najljubša. Neštetokrat je naslikal reko Soro, ki teče mimo njegove rojstne hiše.
Pred vojno je sodeloval na skupinskih razstavah v Ljubljani (Jakopičev paviljon). Bil je član Kluba slovenskih lik. umetnikov Lada.